# Echeclus
Echeclus es un género de araña de la familia Salticidae (arañas saltadoras). Solo se conoce una especies, Echeclus concinnus, que es endémica de Malasia.
La especie due descrita originalmente por Thorell a partir de un espécimen macho encontrado en Penang. Se conserva en el Museo Cívico de Génova. Se encontró otro espécimen macho en Johor por Frances y John Murphy.